# スタートレック:エンタープライズに登場した種族
スタートレック > スタートレックに登場した異星人の一覧 > スタートレック ：エンタープライズ  に登場した種族
スタートレック:エンタープライズに登場した種族（スタートレック:エンタープライズにとうじょうしたしゅぞく）では、『スタートレック:エンタープライズ』に登場した異星人について列挙する。

## 個別項目のある種族
- アンドリア人
- オルガニア人
- クリンゴン人
- ゴーン人
- ズィンディ
- ソリア人
- デノビュラ人
- テラライト人
- テンダー人
- バルカン人
- ボーグ

## 個別項目のない種族

### スリバン人
ざらついた肌が特徴のヒューマノイド種族。
元々はセクター3641に位置する惑星に居住する種族だったが、1850 年代に母星が居住不可能になったため銀河の各地に離散していた。移住先の惑星の社会に同化するものもいたがスリバン人のある一派は時間冷戦の派閥の一つと接触し、高度な技術の提供と引き換えに身体に遺伝子操作による強化を施され、28世紀の勢力の先兵である組織のカバルとして活動していた。
カバルの構成員のスリバン人は遺伝子操作によりカメレオンのような擬態能力を持つ他、肺胞の数が違うなどなど一般のスリバン人とは身体的特徴が大きく異なる。

### 球体創造者
異次元から来訪したヒューマノイド種族。地球を含めたこちらの世界の銀河系に進出しようとしていたが物理法則が異なる別宇宙に住んでいるため、こちらの世界にやってくると細胞が崩壊して死に至る。そのためデルフィック領域を作りだしてそこを足がかりにしてこちらの世界に進出しようとしていた。26世紀に惑星連邦との戦いに敗北し銀河系から撃退される。 ズィンディからは守護者と呼ばれて崇められており、球体創造者は彼らに高度な技術を提供しこちらの世界における手先としている。

### ナクール
時間改変は自分たちの権利であるとして時間協定に反対し、過去改変を行っていた種族。

### コリダン人
地球人とよく似たヒューマノイド種族。母星のコリダン星はダイリチウムが豊富な惑星。2151年の時点では人口30億人で内戦状態であった。2268年になっても惑星連邦に加盟せず、人口も二億人に減っていた。その後24世紀までに連邦に加盟した。

### ヴィシア人
22世紀の地球よりもいくらか進んだ文明を持つ種族。性別が三つあり、男女とは別に妊娠促進酵素を提供する共同親がおり、共同親がいないと生殖できない。

### 優生人類
20世紀末前後に優生学によって生み出された新人類。旧人類に対して優生戦争を起こしユーラシアの数十ヶ国の国々を征服したが敗北し首班のカーン・ノニエン・シンらは行方不明になった。その後成立した地球連合や惑星連邦では優生戦争への反省から遺伝子操作が禁止されているが、冷凍胚がコールド・ステーション12に保存されていた。

### イーナー人
アンドリア人とは近縁の種族で母星も同じくアンドリア。アンドリア人が地表に暮らしているのに対してイーナー人は地下で暮らしていた。

### ノーシカン人
初出は新スタートレック。ヴォイジャーやエンタープライズにも登場。事実上の無政府状態。

### オリオン人
TOSで初登場する緑色の肌のヒューマノイド。オリオン人の犯罪シンジケートは人身売買などで悪名高く32世紀にはエメラルド・チェーンとして惑星連邦と覇権を争う勢力になっていた。

### テラン人
鏡像宇宙（並行宇宙）における地球（テラン）人。テラン帝国を築いている。